# Mulleripicus
Mulleripicus este un gen de păsări din familia ciocănitoarelor Picidae.

## Taxonomie
Genul Mulleripicus a fost înființat de naturalistul francez Charles Lucien Bonaparte pentru a găzdui ciocănitoarea Mulleripicus pulverulentus. Numele genului îl onorează pe naturalistul german Salomon Müller. Genul aparține tribului Picini și este membru al unei clade care conține cele cinci genuri: Colaptes, Piculus, Mulleripicus, Dryocopus și Celeus.

### Specii
Genul conține patru specii.
- Mulleripicus fulvus
- Mulleripicus funebris
- Mulleripicus fuliginosus
- Mulleripicus pulverulentus

## Galerie

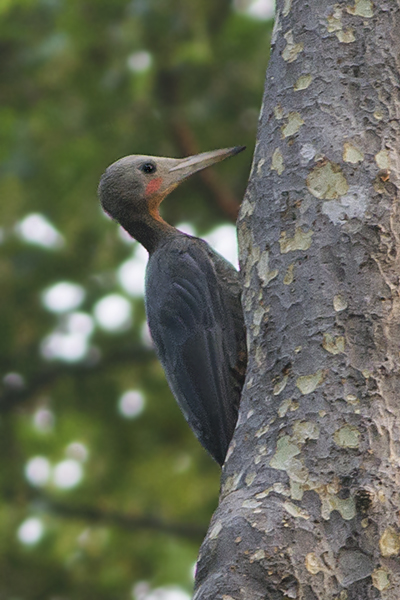
Mulleripicus pulverulentus
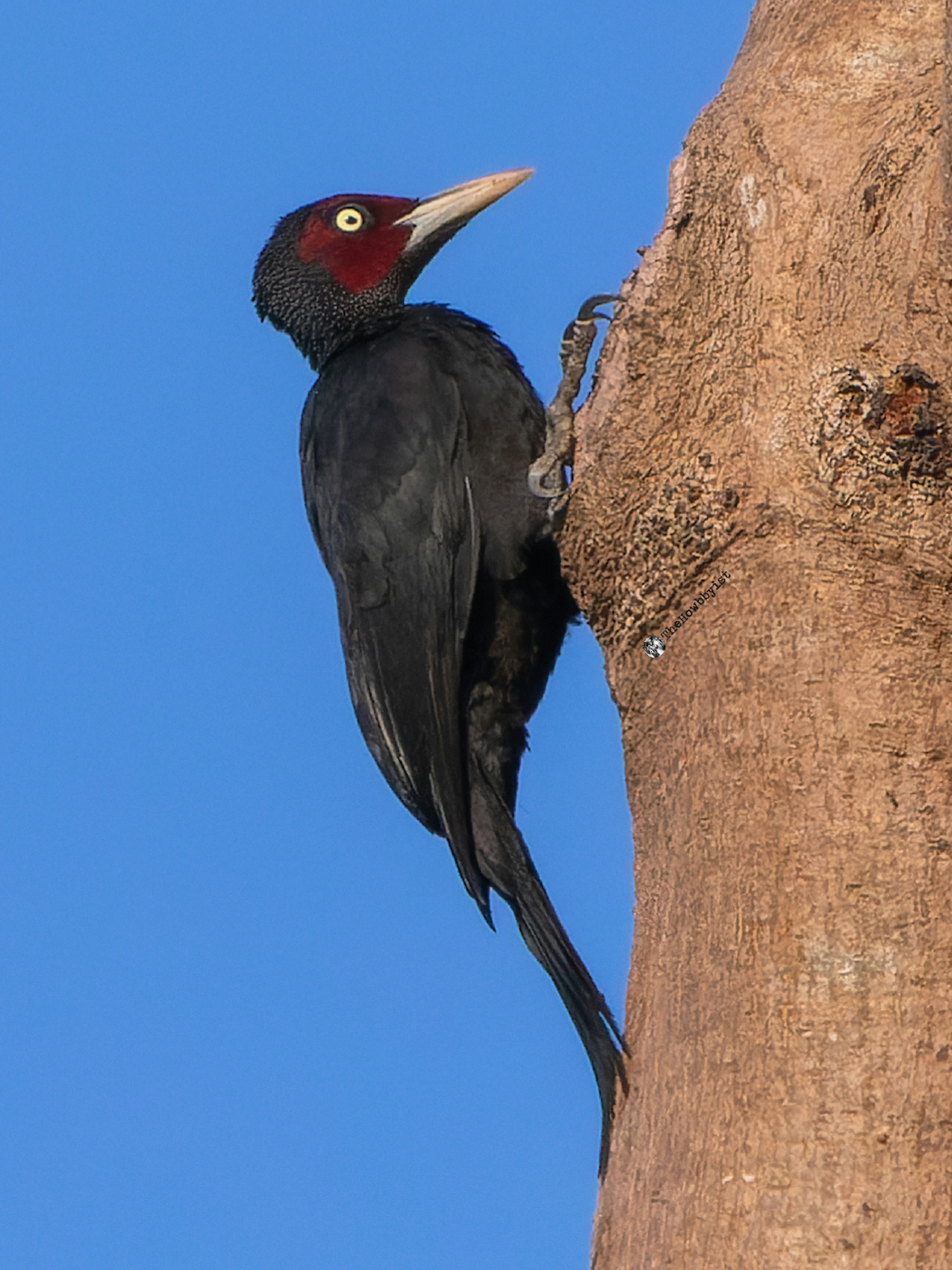
Mulleripicus funebris
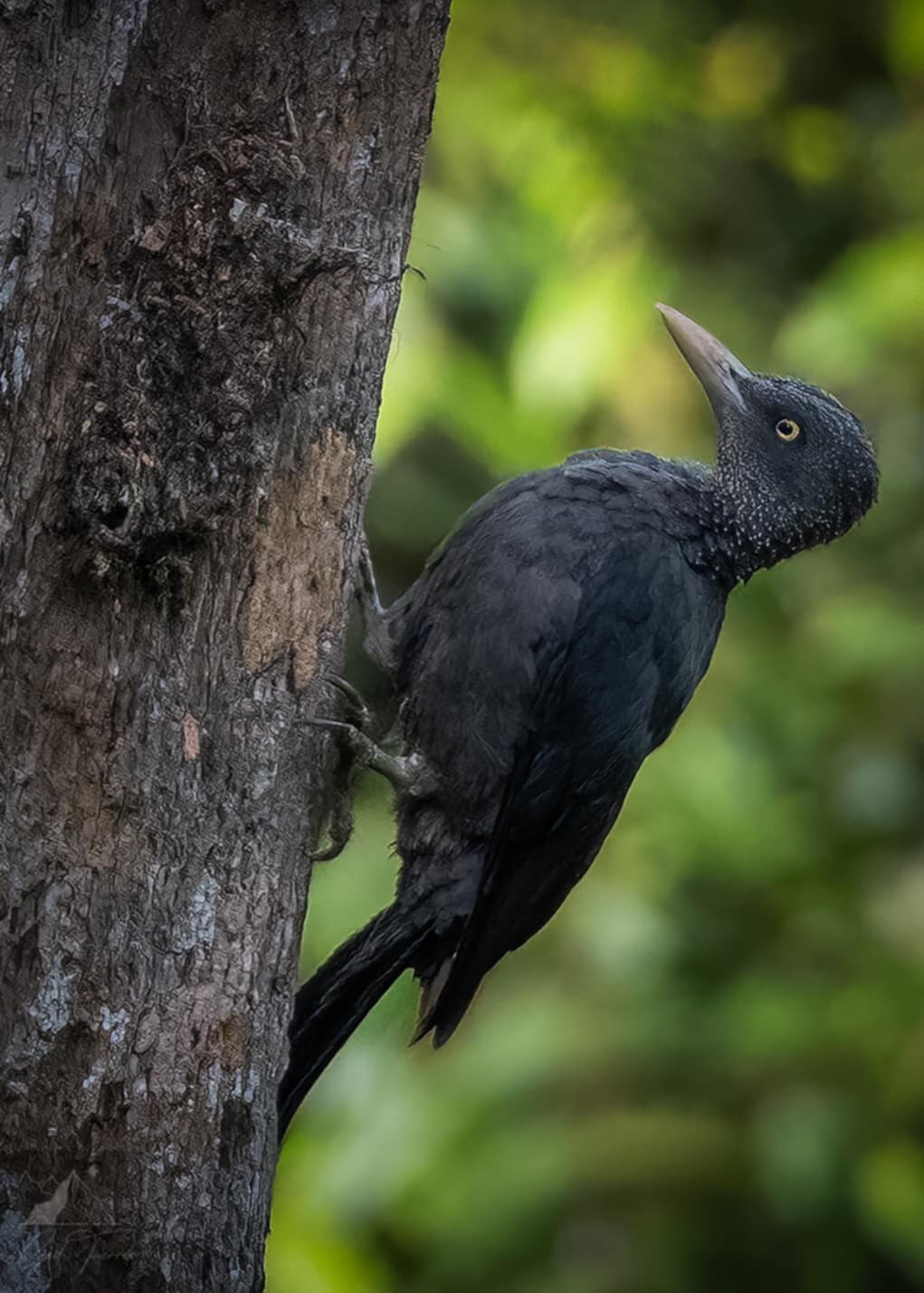
Mulleripicus fuliginosus
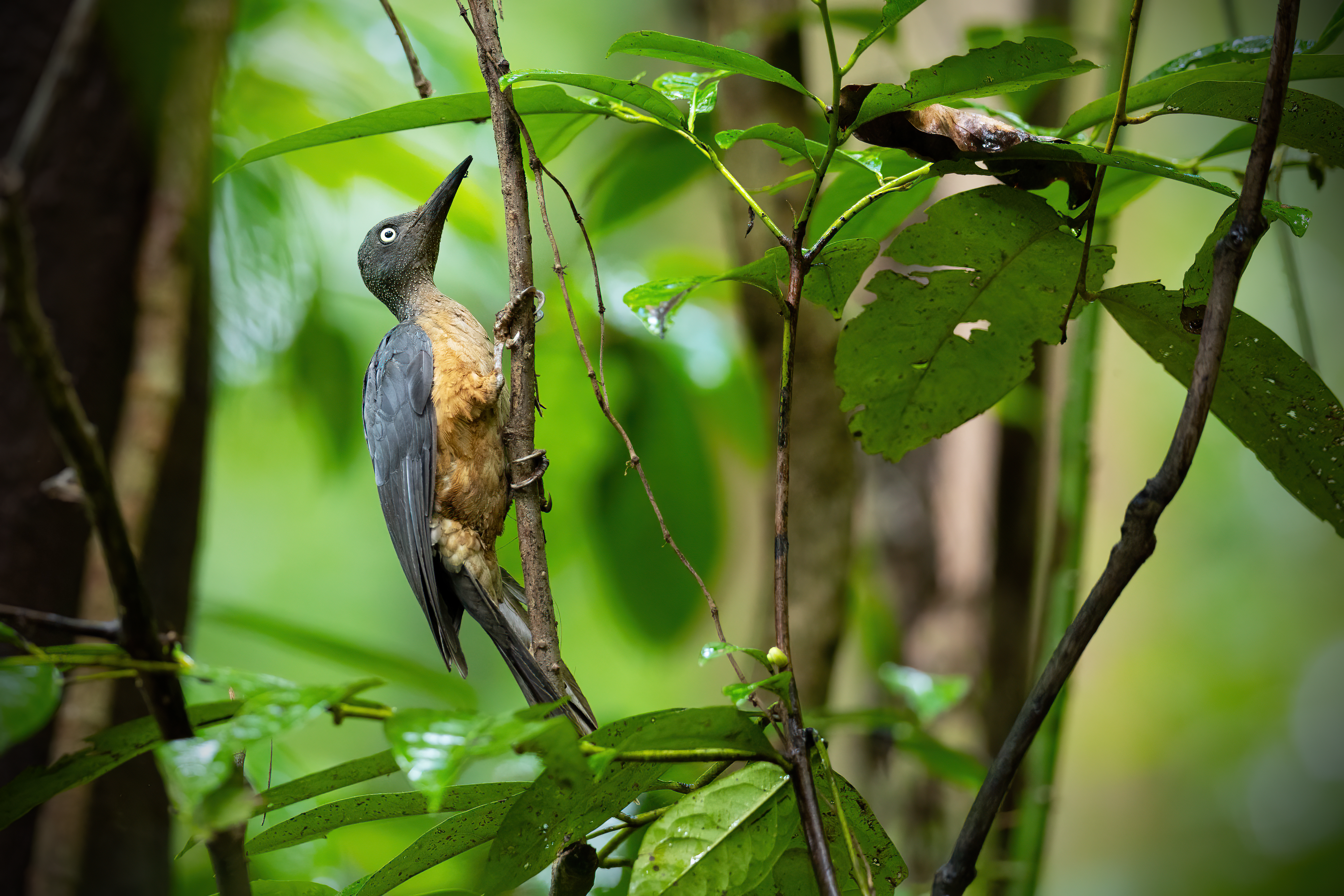
Mulleripicus fulvus